# 서울특별시도 제71호선
서울특별시도 제71호선은 서울특별시 송파구 장지동 성남시계 (복정역)에서 출발하여 중랑구 신내동 구리시계 (신내 나들목)에 이르는 서울특별시도로, 도로안내를 위해 부여된 번호이다. 이 도로는 송파대로와 잠실대교를 따라 가서 아차산역 사거리에서 좌회전을 한 다음에 아차산역 삼거리에서 우회전 하고 계속 직진하여 신내 나들목 시계에 이른다. 이 도로의 총 연장은 18.7km이다.

## 경유하는 도로
- 송파대로 - 자양로 - 천호대로 -  용마산로 - 경춘북로

## 주요 경유지
서울특별시
- 송파구 - 광진구 - 중랑구

## 노선
| 구간                  | 이름                                            | 접속 노선                                     | 소재지          | 소재지                                         | 비고                                             |
| 성남대로와 직결       | 성남대로와 직결                                 | 성남대로와 직결                               | 성남대로와 직결 | 성남대로와 직결                                | 성남대로와 직결                                  |
| --------------------- | ----------------------------------------------- | --------------------------------------------- | --------------- | ---------------------------------------------- | ------------------------------------------------ |
| 송파대로              | 복정역 교차로 (복정역)                          | 지방도 제342호선 (헌릉로)                     | 서울특별시      | 송파구                                         | 기점 국도 제3호선과 중복                         |
| 송파대로              | 송파 나들목                                     | 100호선 수도권제1순환고속도로                 | 서울특별시      | 송파구                                         | 국도 제3호선과 중복                              |
| 송파대로              | 장지교 교차로                                   | 탄천동로 송파대로4길                          | 서울특별시      | 송파구                                         | 국도 제3호선과 중복                              |
| 송파대로              | 장지교                                          |                                               | 서울특별시      | 송파구                                         | 국도 제3호선과 중복                              |
| 송파대로              | 장지역 (가든파이브)                             | 충민로                                        | 서울특별시      | 송파구                                         | 국도 제3호선과 중복                              |
| 송파대로              | 문정역 교차로 (문정역)                          | 문정로                                        | 서울특별시      | 송파구                                         | 국도 제3호선과 중복                              |
| 송파대로              | 올림픽훼밀리타운                                | 동남로                                        | 서울특별시      | 송파구                                         | 국도 제3호선과 중복                              |
| 송파대로              | 가락시장역 교차로 (가락시장역) (중앙전파관리소) | 중대로                                        | 서울특별시      | 송파구                                         | 국도 제3호선과 중복                              |
| 송파대로              | 가락시장 교차로 (송파지하차도)                  | 서울특별시도 제92호선 (양재대로)              | 서울특별시      | 송파구                                         | 국도 제3호선과 중복                              |
| 송파대로              | 송파역                                          |                                               | 서울특별시      | 송파구                                         | 국도 제3호선과 중복                              |
| 송파대로              | 송파사거리                                      | 가락로                                        | 서울특별시      | 송파구                                         | 국도 제3호선과 중복                              |
| 송파대로              | 석촌역 교차로 (석촌역)                          | 백제고분로                                    | 서울특별시      | 송파구                                         | 국도 제3호선과 중복                              |
| 송파대로              | 석촌호수 교차로                                 | 석촌호수로                                    | 서울특별시      | 송파구                                         | 국도 제3호선과 중복                              |
| 송파대로              | 잠실역 교차로 (잠실역)                          | 서울특별시도 제90호선 (올림픽로)              | 서울특별시      | 송파구                                         | 국도 제3호선과 중복                              |
| 송파대로              | 잠실대교 남단                                   | 올림픽로35길                                  | 서울특별시      | 송파구                                         | 국도 제3호선과 중복                              |
| 송파대로              | 잠실대교 분기점                                 | 서울특별시도 제88호선 (올림픽대로)            | 서울특별시      | 송파구                                         | 국도 제3호선과 중복                              |
| 송파대로              | 잠실대교                                        |                                               | 서울특별시      | 송파구                                         | 국도 제3호선과 중복                              |
| 자양로                | 광진구                                          |                                               | 서울특별시      |                                                | 국도 제3호선과 중복                              |
| 자양로                | 광진구                                          | 잠실대교 북단                                 | 서울특별시      | 국도 제46호선 서울특별시도 제70호선 (강변북로) | 국도 제3호선과 중복                              |
| 자양로                | 광진구                                          | 잠실대교북단 교차로                           | 서울특별시      | 뚝섬로                                         | 국도 제3호선과 중복                              |
| 자양로                | 광진구                                          | 자양사거리                                    | 서울특별시      | 아차산로                                       | 국도 제3호선과 중복                              |
| 자양로                | 광진구                                          | 광진구청 서울광진경찰서                       | 서울특별시      |                                                | 국도 제3호선과 중복                              |
| 자양로                | 광진구                                          | 구의사거리                                    | 서울특별시      | 서울특별시도 제60호선 (광나루로)               | 국도 제3호선과 중복                              |
| 자양로                | 광진구                                          | 아차산역사거리                                | 서울특별시      | 서울특별시도 제50호선 (천호대로)               | 국도 제3호선과 중복 서울특별시도 제50호선과 중복 |
| 천호대로              | 광진구                                          | 아차산역사거리                                | 서울특별시      | 서울특별시도 제50호선 (천호대로)               | 국도 제3호선과 중복 서울특별시도 제50호선과 중복 |
| 아차산역              | 광진구                                          |                                               | 서울특별시      |                                                | 국도 제3호선과 중복 서울특별시도 제50호선과 중복 |
| 아차산역삼거리        | 광진구                                          | 국도 제3호선 서울특별시도 제50호선 (천호대로) | 서울특별시      |                                                | 국도 제3호선과 중복 서울특별시도 제50호선과 중복 |
| 아차산역삼거리        | 광진구                                          | 국도 제3호선 서울특별시도 제50호선 (천호대로) | 서울특별시      | 용마산로                                       | 국도 제3호선과 중복 서울특별시도 제50호선과 중복 |
| 신성시장입구          | 광진구                                          | 영화사로 용마산로7길                          | 서울특별시      |                                                |                                                  |
| 중곡사거리            | 광진구                                          | 긴고랑로                                      | 서울특별시      |                                                |                                                  |
| 용곡삼거리            | 광진구                                          | 능동로                                        | 서울특별시      |                                                |                                                  |
| 용마산역 용마고가교   |                                                 | 중랑구                                        | 서울특별시      |                                                |                                                  |
| 용마한신아파트 교차로 | 사가정로                                        | 중랑구                                        | 서울특별시      |                                                |                                                  |
| 중화중학교            |                                                 | 중랑구                                        | 서울특별시      |                                                |                                                  |
| 중화중교 교차로       | 상봉로                                          | 중랑구                                        | 서울특별시      |                                                |                                                  |
| 겸재삼거리            | 겸재로 용마산로96길                             | 중랑구                                        | 서울특별시      |                                                |                                                  |
| 망우3동주민센터       |                                                 | 중랑구                                        | 서울특별시      |                                                |                                                  |
| 우림시장 교차로       | 봉우재로 용마공원로                             | 중랑구                                        | 서울특별시      |                                                |                                                  |
| 망우사거리            | 국도 제6호선 국도 제47호선 (망우로)             | 중랑구                                        | 서울특별시      | 국도 제47호선과 중복                           |                                                  |
| 능산지하차도          |                                                 | 중랑구                                        | 서울특별시      | 국도 제47호선과 중복                           |                                                  |
| 능산삼거리            | 봉화산로                                        | 중랑구                                        | 서울특별시      | 국도 제47호선과 중복                           |                                                  |
| 신내 나들목           | 북부간선도로                                    | 중랑구                                        | 서울특별시      | 국도 제47호선과 중복                           |                                                  |
| 경춘북로와 직결       |                                                 |                                               |                 |                                                |                                                  |

## 연결도로
복정역 시계 기점에서 남쪽으로 가면 성남대로가 계속된다. 복정역 인근에 있는 송파 나들목은 서울외곽순환고속도로와 연결된다. 북쪽 종점인 구리시계에서는 47번 국도와 연결되어 남양주나 포천으로 갈 수 있다.

## 중앙버스전용차로
현재 중앙버스전용차로가 시행되고 있는 곳은 송파대로 전 구간 (길이 8.2km)이다.

## 특징
복정역사거리에서 중곡삼거리까지 구간은 3번 국도와 중복되고, 망우사거리에서 신내 나들목까지는 국도 제47호선과 겹친다.

## 같이 보기
- 성남대로
- 송파대로
- 경춘북로
- 국도 제3호선
- 국도 제47호선